# Nowa Wieś Kosowska
Nowa Wieś Kosowska [ˈnɔva ˈvjɛɕ kɔˈsɔfska] est un village polonais de la gmina de Kosów Lacki dans le powiat de Sokołów et dans la voïvodie de Mazovie, au centre-est de la Pologne.
Il se situe à environ de 5 kilomètres à l'est de Kosów Lacki, 20 kilomètres au nord de Sokołów Podlaski et à 93 kilomètres au nord-est de Varsovie.
Sa population est de 240 habitants en 2006.